# دبیرخانه بخش پانویلا
دبیرخانه بخش پانویلا (به لاتین: Panvila Divisional Secretariat) یک منطقهٔ مسکونی در سری‌لانکا است که در ناحیه کندی واقع شده‌است.